# Canton de Vercors-Monts du Matin
Le canton de Vercors-Monts du Matin est une circonscription électorale française du département de la Drôme créé par le décret du 20 février 2014 et entrée en vigueur lors des élections départementales de 2015.
Le bureau centralisateur est la commune de Chatuzange-le-Goubet.

## Histoire
Un nouveau découpage territorial de la Drôme entre en vigueur à l'occasion des élections départementales de mars 2015, défini par le décret du 20 février 2014, en application des lois du 17 mai 2013 (loi organique 2013-402 et loi 2013-403). Les conseillers départementaux sont, à compter de ces élections, élus au scrutin majoritaire binominal mixte. Les électeurs de chaque canton élisent au Conseil départemental, nouvelle appellation du Conseil général, deux membres de sexe différent, qui se présentent en binôme de candidats. Les conseillers départementaux sont élus pour 6 ans au scrutin binominal majoritaire à deux tours, l'accès au second tour nécessitant 12,5 % des inscrits au 1er tour. En outre la totalité des conseillers départementaux est renouvelée. Ce nouveau mode de scrutin nécessite un redécoupage des cantons dont le nombre est divisé par deux avec arrondi à l'unité impaire supérieure si ce nombre n'est pas entier impair, assorti de conditions de seuils minimaux. Dans la Drôme, le nombre de cantons passe ainsi de 36 à 19.
Le canton de Vercors-Monts du Matin est formé de communes des anciens cantons de Bourg-de-Péage (12 communes), de Saint-Jean-en-Royans (12 communes), de Chabeuil (1 commune) et de La Chapelle-en-Vercors (5 communes). Avec ce redécoupage administratif, le territoire du canton s'affranchit des limites d'arrondissements, avec 25 communes incluses dans l'arrondissement de Valence et 5 dans l'arrondissement de Die. Le bureau centralisateur est situé à Chatuzange-le-Goubet.

## Représentation
| Période élective | Période élective | Mandat | Mandat   | Identité               | Nuance | Nuance | Qualité |
| ---------------- | ---------------- | ------ | -------- | ---------------------- | ------ | ------ | --- |
| 2015             | 2021             | 2015   | 2021     | Nathalie Zammit-Helmer |        | LR     | Cadre au Centre hospitalier de Valence Adjointe au maire de Chatuzange-le-Goubet 8e vice-présidente, chargée des Territoires numériques et de l'Innovation                                                               |
| 2015             | 2021             | 2015   | 2021     | Christian Morin        |        | LR     | Président des stations de la Drôme et chef d'entreprise Maire de Saint-Jean-en-Royans depuis 2014 10e vice-président, chargé des bâtiments et des transports Ancien conseiller général du Canton de Saint-Jean-en-Royans |
| 2021             | 2028             | 2021   | en cours | Christian Morin        |        | LR     | Conseiller sortant |
| 2021             | 2028             | 2021   | en cours | Nathalie Zammit Helmer |        | LR     | Conseillère sortante, conseillère municipale déléguée de Chatuzange-le-Goubet, 4ème Vice-Présidente |

### Résultats détaillés

#### Élections de mars 2015
À l'issue du 1er tour des élections départementales de 2015, trois binômes sont en ballottage : Nathalie Helmer et Christian Morin (Union de la Droite, 34,48 %), Régis Caron et Marie-Noëlle Delas (FN, 27,76 %) et Françoise Agrain et Yves Jouffrey (PS, 26,1 %). Le taux de participation est de 56,49 % (10 420 votants sur 18 446 inscrits) contre 53,14 % au niveau départemental et 50,17 % au niveau national.
Au second tour, Nathalie Helmer et Christian Morin (Union de la Droite) sont élus avec 40,55 % des suffrages exprimés et un taux de participation de 59,81 % (4 314 voix pour 11 031 votants et 18 443 inscrits).

#### Élections de juin 2021
Le premier tour des élections départementales de 2021 est marqué par un très faible taux de participation (33,26 % au niveau national). Dans le canton de Vercors-Monts du Matin, ce taux de participation est de 37,24 % (7 349 votants sur 19 735 inscrits) contre 34,1 % au niveau départemental. À l'issue de ce premier tour, deux binômes sont en ballottage : Christian Morin et Nathalie Zammit Helmer (Union au centre et à droite, 33,61 %) et Frédéric Morenas et Dominique Reynaud (Union à gauche avec des écologistes, 29,24 %).
Le second tour des élections est marqué une nouvelle fois par une abstention massive équivalente au premier tour. Les taux de participation sont de 34,3 % au niveau national, 34,41 % dans le département et 37,51 % dans le canton de Vercors-Monts du Matin. Christian Morin et Nathalie Zammit Helmer (Union au centre et à droite) sont élus avec 58,22 % des suffrages exprimés (4 039 voix pour 7 403 votants et 19 736 inscrits),,.

## Composition
Le nouveau canton de Vercors-Monts du Matin comprend trente communes entières.
| Nom                                          | Code Insee | Intercommunalité        | Superficie (km2) | Population (dernière pop. légale) | Densité (hab./km2) | Modifier                                    |
| -------------------------------------------- | ---------- | ----------------------- | ---------------- | --------------------------------- | ------------------ | ------------------------------------------- |
| Chatuzange-le-Goubet (bureau centralisateur) | 26088      | CA Valence Romans Agglo | 28,24            | 6 375 (2022)                      | 226                | modifier les données · modifier les données |
| Barbières                                    | 26023      | CA Valence Romans Agglo | 14,40            | 1 138 (2022)                      | 79                 | modifier les données · modifier les données |
| La Baume-d'Hostun                            | 26034      | CA Valence Romans Agglo | 8,46             | 594 (2022)                        | 70                 | modifier les données · modifier les données |
| Beauregard-Baret                             | 26039      | CA Valence Romans Agglo | 23,44            | 902 (2022)                        | 38                 | modifier les données · modifier les données |
| Bésayes                                      | 26049      | CA Valence Romans Agglo | 9,53             | 1 309 (2022)                      | 137                | modifier les données · modifier les données |
| Bouvante                                     | 26059      | CC du Royans-Vercors    | 83,88            | 211 (2022)                        | 2,5                | modifier les données · modifier les données |
| Le Chaffal                                   | 26066      | CC du Royans-Vercors    | 11,58            | 37 (2022)                         | 3,2                | modifier les données · modifier les données |
| La Chapelle-en-Vercors                       | 26074      | CC du Royans-Vercors    | 45,27            | 772 (2022)                        | 17                 | modifier les données · modifier les données |
| Charpey                                      | 26079      | CA Valence Romans Agglo | 15,48            | 1 539 (2022)                      | 99                 | modifier les données · modifier les données |
| Échevis                                      | 26117      | CC du Royans-Vercors    | 11,11            | 56 (2022)                         | 5,0                | modifier les données · modifier les données |
| Eymeux                                       | 26129      | CA Valence Romans Agglo | 9,88             | 1 083 (2022)                      | 110                | modifier les données · modifier les données |
| Hostun                                       | 26149      | CA Valence Romans Agglo | 18,24            | 1 048 (2022)                      | 57                 | modifier les données · modifier les données |
| Jaillans                                     | 26381      | CA Valence Romans Agglo | 9,04             | 976 (2022)                        | 108                | modifier les données · modifier les données |
| Léoncel                                      | 26163      | CC du Royans-Vercors    | 43,01            | 46 (2022)                         | 1,1                | modifier les données · modifier les données |
| Marches                                      | 26173      | CA Valence Romans Agglo | 11,09            | 867 (2022)                        | 78                 | modifier les données · modifier les données |
| La Motte-Fanjas                              | 26217      | CC du Royans-Vercors    | 4,78             | 197 (2022)                        | 41                 | modifier les données · modifier les données |
| Oriol-en-Royans                              | 26223      | CC du Royans-Vercors    | 16,01            | 513 (2022)                        | 32                 | modifier les données · modifier les données |
| Rochechinard                                 | 26270      | CC du Royans-Vercors    | 9,78             | 130 (2022)                        | 13                 | modifier les données · modifier les données |
| Rochefort-Samson                             | 26273      | CA Valence Romans Agglo | 24,59            | 1 061 (2022)                      | 43                 | modifier les données · modifier les données |
| Saint-Agnan-en-Vercors                       | 26290      | CC du Royans-Vercors    | 84,21            | 365 (2022)                        | 4,3                | modifier les données · modifier les données |
| Saint-Jean-en-Royans                         | 26307      | CC du Royans-Vercors    | 27,86            | 2 827 (2022)                      | 101                | modifier les données · modifier les données |
| Saint-Julien-en-Vercors                      | 26309      | CC du Royans-Vercors    | 18,47            | 252 (2022)                        | 14                 | modifier les données · modifier les données |
| Saint-Laurent-en-Royans                      | 26311      | CC du Royans-Vercors    | 27,39            | 1 383 (2022)                      | 50                 | modifier les données · modifier les données |
| Saint-Martin-en-Vercors                      | 26315      | CC du Royans-Vercors    | 27,13            | 436 (2022)                        | 16                 | modifier les données · modifier les données |
| Saint-Martin-le-Colonel                      | 26316      | CC du Royans-Vercors    | 3,18             | 225 (2022)                        | 71                 | modifier les données · modifier les données |
| Saint-Nazaire-en-Royans                      | 26320      | CC du Royans-Vercors    | 3,54             | 821 (2022)                        | 232                | modifier les données · modifier les données |
| Saint-Thomas-en-Royans                       | 26331      | CC du Royans-Vercors    | 5,15             | 582 (2022)                        | 113                | modifier les données · modifier les données |
| Saint-Vincent-la-Commanderie                 | 26382      | CA Valence Romans Agglo | 13,34            | 619 (2022)                        | 46                 | modifier les données · modifier les données |
| Sainte-Eulalie-en-Royans                     | 26302      | CC du Royans-Vercors    | 6,14             | 542 (2022)                        | 88                 | modifier les données · modifier les données |
| Vassieux-en-Vercors                          | 26364      | CC du Royans-Vercors    | 48,25            | 338 (2022)                        | 7,0                | modifier les données · modifier les données |
| Canton de Vercors-Monts du Matin             | 2619       |                         | 662,47           | 27 244 (2022)                     | 41                 | modifier les données                        |

## Démographie
En 2022, le canton comptait 27 244 habitants, en évolution de +7,66 % par rapport à 2016 (Drôme : +2,64 %, France hors Mayotte : +2,11 %).
| 2013   | 2018   | 2022   |
| ------ | ------ | ------ |
| 24 768 | 25 802 | 27 244 |